# Cantiga de amigo

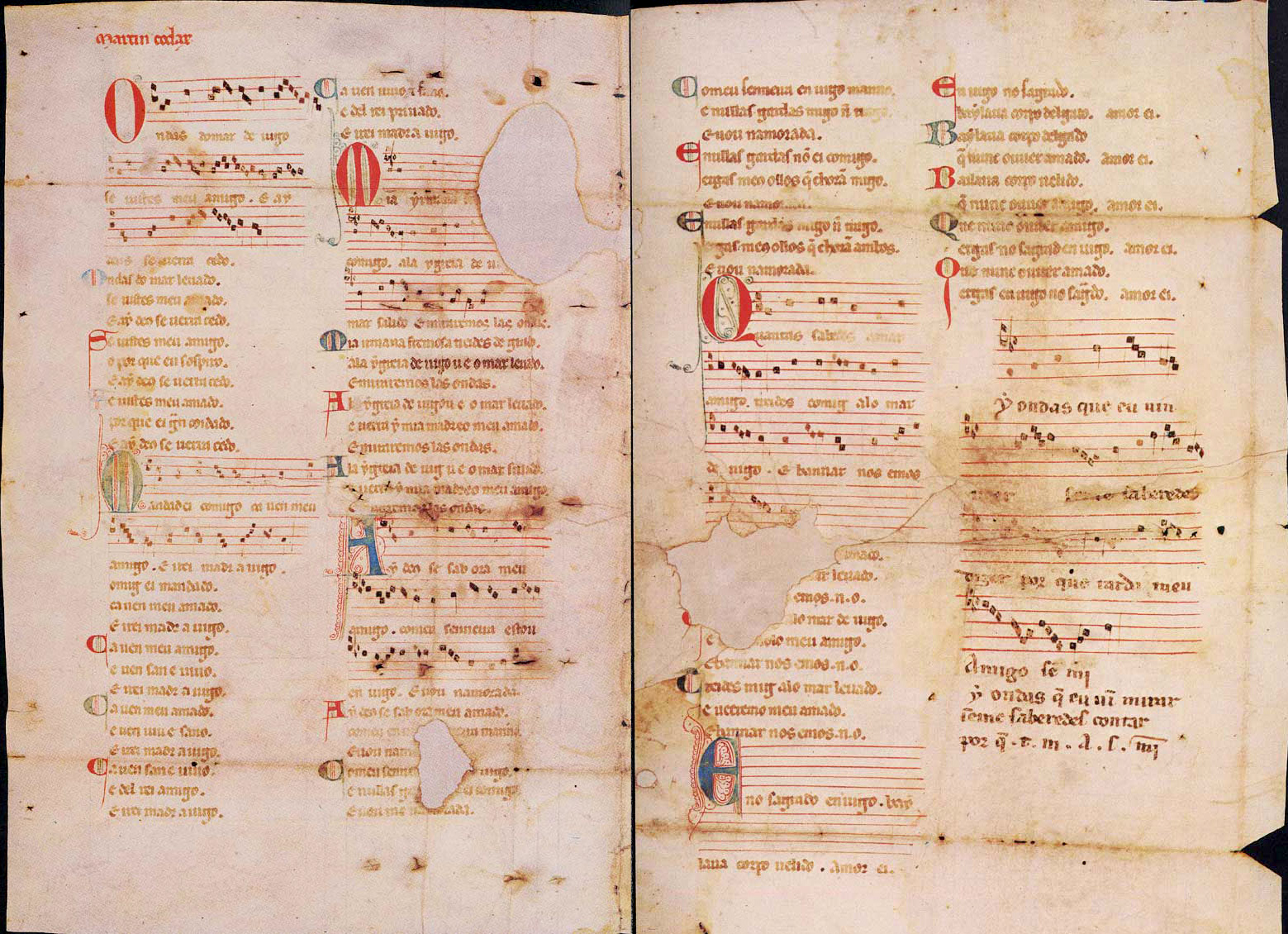
Manuscrito de cantigas de amigo del trovador Martín Códax, con notación musical

La cantiga es un tipo de composición poética destinada a ser cantada. De origen galaico-portugués del norte peninsular, pronto se extendió por Castilla y alcanzó su esplendor en el siglo XII. Las cantigas se dividen en Cantigas de amigo, en las que la enamorada se lamenta de la ausencia del amado; Cantigas de amor, súplicas o elogios que el amado dedica a su dama; Cantigas de escarnio, en las que se critica a personas, grupos o instituciones; y Cantigas sacras, que versan sobre temas religiosos. Los ejemplos más antiguos que se conservan datan de finales del siglo XII. Autores célebres de este género fueron Martín Códax, Airas Nunes, Pero Meogo, Joan Zorro o Dionisio I de Portugal.
Se trata de una composición de carácter amoroso que, junto a las jarchas y los villancicos, se establece dentro de la lírica primitiva hispánica de origen popular.

## Definiciones
Estébanez Calderón (2000) indica que se trata de una composición lírica de la poesía gallegoportuguesa medieval que, en su configuración métrica, presenta generalmente la forma de la cantiga de refram o de estribillo. 
La rima es consonante, aunque puede haber algún caso de asonante en las cantigas menos cuidadas o más primitivas. Un rasgo de estos poemas es la estructura paralelística y el leixaprén. 
En cuanto a sus temas, el motivo predominante en estas cantigas es la confidencia de una muchacha que se lamenta en tono melancólico ante su madre, sus amigas o la naturaleza por la despedida o separación del amigo o enamorado. 
En relación con el espacio en el que puede desarrollarse la acción, presenta dos modalidades: cantiga de romería (en idioma gallego: cantiga de romaría), o,  con  más  propiedad,  cantiga de  santuario (cuando se desarrolla en el entorno de una ermita, lo que implica ciertas transferencias del tema religioso en la expresión del amor) y marina, cuando sucede a orillas del mar. No obstante, algunas cantigas de amigo hacen referencia a ambientes domésticos: la muchacha teje, se dirige a su madre, etc.

## Características: temática, estructura y métrica
La cantiga de amigo es comúnmente un monólogo de la muchacha enamorada, pero se encuentran también diálogos entre la madre y la hija o entre el amigo y la enamorada. El asunto general es el sentimiento femenino y ofrece diversas variantes, lo que implica que en ocasiones una sola composición pertenezca a diversos subgéneros.
- El mal de ausencia, la desesperación del que espera, las despedidas, los celos, etc. están muy presentes.
- El amor y su entorno, reiterando escenarios y circunstancias que dan lugar a subgéneros como la barcarola o canción marinera, cantiga de romería (ceremonias que cristianizan viejos ritos cristianos de la fecundidad, punto de reunión de los amantes), las bailadas (porque en las romerías los bailes son esenciales para que la muchacha luzca sus encantos y coquetee con el amado), canciones de mayo, las albadas, o las cantigas de tema venatorio.
- Cantigas cuyo escenario es un río, vinculadas al rito ancestral del amor, donde los motivos acuático-eróticos se ligan a otros de claro simbolismo sexual como es el de lavarse o cortarse los cabellos o la aparición del ciervo.[5]

Su rasgo más característico es el uso de recursos estilísticos como el paralelismo y el leixaprén. Las estrofas se enlazan de dos en dos haciendo que los versos de la segunda estrofa sean una pequeña variante de los versos de la primera estrofa. El paralelismo puede ser de varias clases:
Paralelismo perfectoCuando se sustituye solamente la última palabra del verso, o se lleva a cabo una repetición de las mismas palabras pero en distinto orden de tal forma que varíe la rima.
Paralelismo imperfectoCuando los versos de la segunda estrofa reproducen libremente en estructura sintáctica el significado de los versos de la primera estrofa.
LeixaprénSe da en las cantigas con dístico (2 versos + refrán) en las que el segundo verso de la primera estrofa se repite en el primero de la tercera, el segundo verso de la segunda en el primero de la cuarta y así sucesivamente.

## Tipos de cantigas
Los estudiosos distinguen en los cancioneros galaico-portugueses tres tipos de composiciones: cantigas d’amor, d’amigo y d’escarnho e de maldizer. Los límites entre un tipo y otro no siempre están claros. Las cantigas de amor son poemas amorosos cortesanos, escritos desde la perspectiva masculina, con formas estróficas complicadas.
Los poetas galaicoportugueses adoptaron otras formas foráneas tales como los lais de tema bretón (los cinco conservados versan sobre Tristán); el descordo, canto triste del que se conservan cinco ejemplos, uno de ellos de Alfonso X; el planto, género al que también pertenece alguna de las primeras muestras de la lírica castellana; el serventesio, canción de asunto moral; la pastorela o serranilla, y la tensó o disputación, que es una forma que puede albergar géneros diversos.
Otros autores, como recoge Deyermond (1999), distinguen dentro de las cantigas de amigo los siguientes subgéneros:
BailadasSon cantigas de carácter alegre en las cuales se expresa la alegría de amar y de vivir, con frecuentes incitaciones al baile. El paralelismo y el leixaprén pueden responder a la existencia de dos coros que se alternaban en la ejecución de la bailada.
Barcarolas o mariñasSon cantigas que hablan sobre el mar o cantigas en la que la enamorada habla con el mar. La sugestión del mar invade los estados del alma de una doncella melancólica o saudosa, una doncella que admira el movimiento calmado de las olas, conversa con ellas o les pide nuevas de su amado, o incluso aguarda las barcas en las que partió el amado en alguna expedición guerrera.
Cantigas de romaría, o romería, o de santuarioSon cantigas relacionadas con romerías y peregrinaciones a ermitas o santuarios, que usaban como pretexto para encontrarse los enamorados.
Albas o alboradasSon cantigas que tratan de la separación de los amantes provocada por el amanecer.
PastorelasReferían el encuentro entre caballeros y pastoras requebradas por ellos pidiéndoles amor. Se trata de poemas de ambientación campesina y rústica, en las que las peripecias sentimentales y la diversidad de expresión sitúan en diametral oposición a dos estamentos sociales: el del caballero y el de la pastora.
Tensó o tençónCantigas dialogadas, bien de tema lírico, bien de tema satírico.

## Historia y fuentes
Las cantigas de amigo son, según diferentes estudiosos, supervivientes modernizados de una más arcaica lírica. De este modo, la influencia provenzal sobre la primitiva lírica debió de ser grande. Hay autores que incluso explican las cantigas de amigo como una reacción frente a la artificiosidad de la poesía trovadoresca. Pero lo más probable es que este tipo de canción existiera antes del advenimiento de la moda provenzal, de la que tomó elementos de importancia, pero con la que no llegó a confundirse.
Como señalan Pedraza y Rodríguez (1984), hasta el descubrimiento de las jarchas, las más tempranas muestras del lirismo peninsular eran los cancioneros galaicoportugueses. Tres manuscritos tardíos lo confirman: el Cancionero da Ajuda, el Cancionero da Vaticana y el da Biblioteca Nacional de Lisboa, conocido como Colocci-Brancuti.
El único texto de autor individual conservado se trata de las Cantigas d’amigo de Martín Codax, un pergamino escrito a cuatro columnas por una sola cara que contiene también la música de seis canciones.
También existen recopilaciones y antologías, entre las que destacan las de José Joaquim Nuñes, Cantigas d’amigo y Cantigas d’amor, que reúnen las aparecidas en los cancioneros mencionados. En la misma línea están las Cantigas d’escarnho e de maldizer dos cancioneiros medievais galego-portugueses de Rodrigues Lapa.

## Ejemplo
En línea pueden consultarse diversas selecciones de cantigas de amigo, como por ejemplo “Ondas do mar de Vigo”, de Martín Codax, extraída de Ferreiro y Martínez Pereiro (1996).

Ondas do mar de Vigo,

se vistes meu amigo?

E ai Deus, se verrá cedo!

Ondas do mar levado,

se vistes meu amado?

E ai Deus, se verrá cedo!

Se vistes meu amigo,

o por que eu sospiro?

E ai Deus, se verrá cedo!

Se vistes meu amado,

por que hei gran cuidado?

E, ai Deus, se verrá cedo!